# Belen (Nouveau-Mexique)
Pour les articles homonymes, voir Belen.
Belen est une ville du Comté de Valencia au Nouveau-Mexique, États-Unis.

## Démographie
Le recensement de 2000 indiquait 6 900 habitants, dont 68,6 % d'origine espagnole ou latino.